# Zababa
Nell'antica Mesopotamia, Zababa (dza-ba4-ba4) era la divinità tutelare della città di Kish (Sumer), il cui santuario era l'E-meteursag.
Nella mitologia mesopotamica era il consorte delle dee Baba e Inanna-Ištar.
Parecchi antichi sovrani mesopotamici recavano nel nome il nome della divinità in suo onore; tra di essi vi sono Ur-Zababa di Kish (patrono iniziale di Sargon di Akkad) e Zababa-shuma-iddin (un sovrano cassita di Babilonia del XII secolo a.C.).

## Zababa presso gli Ittiti
Zababa (anche nella forma Zamama) era anche il modo con cui gli Ittiti scrivevano il nome di un loro dio della guerra, utilizzando le convenzioni di scrittura accadiche.
Molto probabilmente, questa forma rappresentava il dio degli Hatti di origine anatolica Wurunkatte (in ittita Wurrukatte). Il suo nome hurrita era Astabis.
Egli è connesso al dio accadico Ninurta.
Il simbolo di Zababa, l'asta con testa di aquila, era spesso rappresentato a fianco del simbolo di Ninurta.